# 세제리외
세제리외 (Ceyzérieu)는 프랑스 오베르뉴론알프 앵주의 코뮌이다. 세제리아에 사는 사람은 '세제리올랑 / 세제리올란' (Ceyzériolans / Ceyzériolanes)이라 부른다.

## 지리
앵 주의 동쪽 끝에 위치해 있고 사부아 지역과 경계를 이루며, 이곳에서부터는 론강으로 갈라진다. 라부르 국립 자연보존 습지의 일부로 에뇨즈 마을에서 찾아갈 수 있다.
그랑콜롱비에 산의 남쪽면과 마주보고 있으며 이쪽은 해발 1,531m에 달한다. 또 작은 하천인 세랑 천으로 둘러싸여 있다. 아르트마르, 탈리시외, 생마르탱드바벨, 베옹, 퀼로즈, 퀴지외, 샤제봉, 마리니외, 봉뉴, 플라지외 등의 코뮌과 경계를 이룬다.

## 인구
| 연도 | 인구  | ±%    |
| ---- | ----- | ----- |
| 2006 | 876   | —     |
| 2007 | 885   | +1.0% |
| 2008 | 893   | +0.9% |
| 2009 | 914   | +2.4% |
| 2010 | 929   | +1.6% |
| 2011 | 954   | +2.7% |
| 2012 | 979   | +2.6% |
| 2013 | 1,005 | +2.7% |
| 2014 | 1,007 | +0.2% |
| 2015 | 1,016 | +0.9% |
| 2016 | 1,012 | −0.4% |

## 명소
- 코뮌 중심부에는 옛 세탁장이 두 곳 있는데 각각 부르부이용, 아르셰유라고 부른다.
- 그랑몽 성 - 1097년에 지어진 중세시대 성으로 15, 16, 18세기에 재건되었으나 19세기에 거의 파괴되어 지금은 유적이 되었다.
- 보시외 성
- 고딕 양식 교회

## 같이 보기
- 앵 주의 코뮌 목록